# Flexor carpi ulnaris

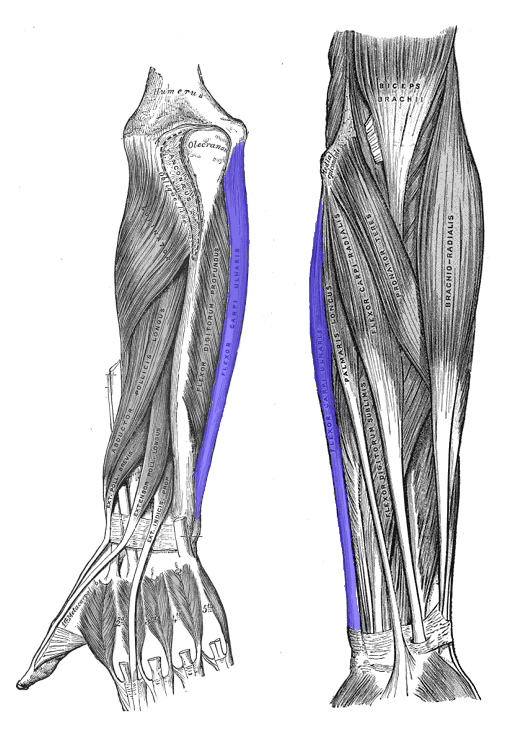
Muskulaturen i underarmen, sedd från framsidan och baksidan. Flexor carpi ulnaris markerad med blått.

Flexor carpi ulnaris är en muskel som löper längs ena sidan av underarmen, från armbågen ner till handleden.  Dess funktion är att böja handleden, dels nedåt, och dels åt sidan utåt (åt lillfingersidan).
Muskeln har två huvuden, ett ulnart och ett humeralt. Det humerala har sitt ursprung i överarmsbenets mediala epikondyl (i gemensamma flexorsenan) och det ulnara i olecranons mediala gräns. Den fäster i det lilla benet os pisiforme i handleden, och en förlängning av dess ligament fäster i handbenen hamulus ossis hamati och ossa metacarpalia V. Åtskilliga av dess fibrer fäster dessutom i retinaculum musculorum flexorum manus. 
Muskeln ger flexion (nedåtböjning åt handflatshållet) och adduktion (utåtböjning åt lillfingerhållet) av handleden. Ulnarnerven står för innervationen (från C7 och C8). Muskelns två huvuden förenas precis distalt om mediala epikondylen, emellan huvudena löper ulnarnerven i dess väg mot handleden. Denna placering av nerven utgör en risk för kompression av nerven, vilket leder till ulnartunnelsyndrom. Detta är den näst efter karpaltunnelsyndrom vanligaste neuropatin. Handledsadduktionen utförs tillsammans med extensor carpi ulnaris.